# Roberto Arnaldi
Roberto Arnaldi, noto anche come Robertino (Genova, 29 agosto 1941 – Nizza, 29 febbraio 2012), è stato un conduttore radiofonico, paroliere e cantante italiano.

## Biografia
Arnaldi entrò a Radio Monte Carlo fondata da Noel Coutisson nel 1967 dopo un provino con Herbert Pagani, esordendo in onda il 13 dicembre e trasmettendo quotidianamente dalle 7.00 alle 12.00. Rimase all'emittente fino al 1988. Dotato di una timbro simile a quello di Herbert Pagani, era estroso e preparato musicalmente.
Conoscitore della canzone francese e della musica internazionale, la domenica mattina negli anni settanta e inizio anni ottanta, insieme a Bruno Longhi, commentava l'anteprima del campionato di calcio italiano (era tifoso della Sampdoria). Per molto tempo Radio Monte Carlo fu identificata con la sua voce. "Robertino", come venne soprannominato, diventò il prototipo del "conduttore dalla lingua sciolta e dalla parlata improvvisata".
Tra le trasmissioni di maggior successo si ricordano Fate voi stessi il vostro programma, basato su dediche e richieste,  Regioniamoci sopra e Il Rally di Radio Monte Carlo, durante il quale gli ascoltatori ponevano quesiti al conduttore. Robertino fu inoltre autore di una celebre intervista a Fabrizio De André; fu proprio grazie al cantautore genovese che poté incidere per l'etichetta "Produttori Associati" il suo primo album prodotto da Roberto Dané, Il sogno e la parola (con una nota di Guido Ceronetti). Ne seguirono altri quali E navigò, e navigò e Innamorarmi perché no ma con scarso rilievo. Arnaldi fu anche uno dei fondatori nonché il primo presentatore del Premio Tenco, organizzato dal 1974 a Sanremo dal Club Tenco.
Fu anche conosciuto per i brani, e i suoi adattamenti in italiano, di La casa in via del campo per la voce di Amália Rodrigues, 18 anni, Gigi L'Amoroso, Tua Moglie e altri pezzi per la voce di Dalida, Bimba di Julio Iglesias, e una rarissima versione di Stoney End di Laura Nyro incisa da Barbra Streisand. È stato anche autore delle parole di alcuni pezzi interpretati da cantanti italiani, tra i quali Iva Zanicchi Addio, caro amico mio, Ma ti penso sai di Orietta Berti, Cantando di Toto Cutugno, Noi di Paola Musiani su musiche di Umberto Bindi, Mr. Gordon di Nilla Pizzi, Apri quella gabbia di Jocelyn.
Lavorò in televisione a Telemontecarlo conducendo Il buggzzum e Gli affari sono affari. Collaborò con alcune testate specializzate tra le quali Musica & Dischi.
A causa di problemi fisici (disturbi alle corde vocali con conseguente intervento chirurgico) e lavorativi (disaccordi con gli Hazan, proprietari del marchio "RMC", che decisero di "rifondare" RMC non trovando il consenso di Roberto, propenso sì a un miglioramento ma nel puro stile radiomontecarlino) il suo contratto non venne rinnovato, con disappunto di alcuni ascoltatori di RMC. Successivamente lavorò a Radio Fiesole, Radio Blu, Radio Liguria Uno, Radio 103 e Radio National 102 Sanremo. Coi suoi venti anni di permanenza presso l'emittente monegasca stabilì un record che sarà battuto solo da Luisella Berrino, sua collega, rimasta a RMC senza interruzione dal 1970 al 2015.
Morì il 29 febbraio 2012 presso la Clinica Les Sources di Nizza, dove era ricoverato da circa due mesi; come da sua volontà venne cremato e le ceneri furono disperse nelle acque antistanti la cittadina di St. Jean Cap Ferrat.